# Потаватоми (язык)
Потаватоми (Potawatomi, Pottawotomi, Pottawottomi) — язык индейского племени потаватоми, принадлежащий к оджибвейской ветви алгонкинской подсемьи языков. Распространён в районе Великих озёр. В США на нём говорят в Мичигане, Висконсине, и Канзасе, а в Канаде — на юге Онтарио. В настоящее время осталось только 50 носителей языка, все из которых находятся в старшем возрасте. Предпринимаются усилия по возрождению языка, в которых участвуют около 250 человек, для которых этот язык второй.

## Вопросы классификации
Потаватоми принадлежит к алгонкинской подсемье алгской семьи языков. Обычно он включается в центрально-алгонкинскую группу, к которой принадлежат языки оджибва, кри, меномини, иллинойс-майами, шони и фокс. Название «центрально-алгонкинские языки» отражает только географическое расположение, а не происхождение из одного общего языка-предка. Из этих языков потаватоми наиболее близок к оджибва, хотя имеет достаточное количество заимствований из языка сок.

## Письменность

### Современные системы письма
Из-за того, что общины потаватоми не имеют единой согласованной системы письма, в данный момент чаще всего используется «педагогическая система», разработанная Wisconsin Native American Languages Program. Как указывает название, эта система письма была разработана для обучения языку. Она основана на латинском алфавите и является фонематической — каждая буква или диграф соответствуют отдельному звуку. Используются буквы a b ch d e é g h ' i j k m n o p s sh t w y z zh.

### Традиционная слоговая письменность
Традиционная слоговая письменность, применяемая в потаватоми, является алфавитом, в котором буквы пишутся в слоговых группах. Эту форму слогового письма используют все общины потаватоми, оттава, сок, фокс и виннебаго. Система происходит из латинского алфавита, поэтому напоминает написанный от руки латиничный текст. В отличие от Канадского слогового письма или письменности чероки, эта система пока не введена в стандарт Юникод.
Каждому сочетанию слогового письма потаватоми соответствует как минимум две из 17 букв алфавита — 13 согласных и 4 гласных. Из 13 согласных букв <h>, пишущаяся как [A], рассматривается как факультативная.
| Согласные        | Согласные              | Согласные        | Согласные              | Согласные        | Согласные              | Гласные          | Гласные                |
| Слоговая система | Педагогическая система | Слоговая система | Педагогическая система | Слоговая система | Педагогическая система | Слоговая система | Педагогическая система |
| ---------------- | ---------------------- | ---------------- | ---------------------- | ---------------- | ---------------------- | ---------------- | ---------------------- |
| l                | b/p                    | (KA)             | (k)                    | q                | gw/kw                  | a                | a                      |
| (lA)             | (p)                    | s                | z/s                    | (qA)             | (kw)                   | e                | e                      |
| t                | d/t                    | (sA)             | s                      | g                | g of «-ng»             | e                | é                      |
| (tA)             | (t)                    | sH               | zh/sh                  | w                | w                      | i                | i                      |
| tt               | j/ch                   | (sHA)            | (sh)                   | y                | y                      | o                | o                      |
| (ttA)            | (ch)                   | m                | m                      | <нет>            | '/h                    |                  |                        |
| K                | g/k                    | n                | n                      | (A)              | (h)                    |                  |                        |

## Фонетика и фонология
В этом разделе описывается фонология северного диалекта, который несколько отличается от южного диалекта, на котором говорят в Канзасе.
Имеется пять гласных фонем (плюс 4 дифтонга) и 19 согласных фонем.
<é>, которое часто пишется как <e'>, представляет собой средне-верхний передний неокругленный гласный, [ɛ].
<e> обозначает шва, /ə/, которое имеет несколько аллофонных вариантов. Перед /n/, оно переходит в [ɪ], а перед /k/, /ɡ/, /ʔ/ и в конце слова — [ʌ].
<o> в Мичигане произносится как /u/ в других местах как /o/; в закрытом слоге переходит в [ʊ].
Имеется четыре дифтонга, /ɛj ɛw əj əw/, пишущихся <éy éw ey ew>. Фонемы /əj əw/ произносятся как [ɪj ʌw].
Взрывные согласные во многих алгонкинских языках не различаются по звонкости, а скорее могут быть сильными/слабыми. «Сильные» согласные, всегда пишущиеся как глухие (<p t k kw>), являются глухими и часто придыхательными, и дольше по звучанию чем «слабые» согласные, которые пишутся как звонкие (<b d g gw>), никогда не бывают придыхательными и часто произносятся звонко. Носовые перед другим согласным становятся слоговыми. /t/, /d/, и /n/ — зубные [t̪ d̪ n̪].

### Гласные
|                | Передние | Средние | Задние |
| -------------- | -------- | ------- | ------ |
| Верхние        | i        |         |        |
| Средне-верхние |          |         | o      |
| Средние        |          | e       |        |
| Средне-нижние  | é        |         |        |
| Нижние         |          | a       |        |

### Согласные
|             | Билабиальные | Билабиальные | Зубные | Зубные | Палатальные | Палатальные | Велярные | Велярные | Лабиовелярные | Лабиовелярные | Глоттальные |
| ----------- | ------------ | ------------ | ------ | ------ | ----------- | ----------- | -------- | -------- | ------------- | ------------- | ----------- |
| Плозивные   | p            | b            | t      | d      |             |             | k        | g        | kw            | gw            | ’           |
| Аффрикаты   |              |              |        |        | ch          | j           |          |          |               |               |             |
| Фрикативные |              |              | s      | z      | sh          | zh          |          |          |               |               | h           |
| Носовые     | m            | m            | n      | n      |             |             |          |          |               |               |             |
| Полугласные |              |              |        |        | y           | y           |          |          | w             | w             |             |

## Соответствия с языком оджибва
Благодаря относительно недавнему расхождению языков оджибва и потаватоми между ними наблюдаются сильные соответствия. В особенности это касается диалекта оттвава.
| Система «двойная гласная» Фиеро | Система «двойная гласная» Родса | Потаватоми           | Международный фонетический алфавит |
| ------------------------------- | ------------------------------- | -------------------- | ---------------------------------- |
| a (безударный)                  | <нет>                           | <нет>                | <нет>                              |
| a (ударный)                     | a (ударный)                     | e                    | ə                                  |
| aa                              | aa                              | a                    | a~ʌ                                |
| b                               | b                               | b                    | b                                  |
| ch                              | ch                              | ch                   | ʧ                                  |
| d                               | d                               | d                    | d                                  |
| e (безударный)                  | e (безударный)                  | e                    | ə                                  |
| e (ударный)                     | e (ударный)                     | é                    | ɛ                                  |
| g                               | g                               | g                    | ɡ                                  |
| h                               | h                               | h                    | h                                  |
| '                               | h                               | '                    | ʔ                                  |
| i (безударный)                  | <нет>                           | <нет>                | <нет>                              |
| i (stressed)                    | i (stressed)                    | e                    | ə                                  |
| ii                              | ii                              | i                    | ɪ                                  |
| j                               | j                               | j                    | ʤ                                  |
| k                               | k                               | k/ch                 | k/ʧ                                |
| m                               | m                               | m                    | m                                  |
| mb                              | mb                              | mb                   | mb                                 |
| (не из ПА *n) n/<нет>           | n/<нет>                         | n/y                  | n/j                                |
| (из ПА *n) n                    | n                               | n                    | n                                  |
| nd                              | nd                              | nd                   | nd                                 |
| ng                              | ng                              | ng                   | ŋɡ                                 |
| nj                              | nj                              | nj                   | nʤ                                 |
| ns                              | ns                              | s                    | s                                  |
| nz                              | nz                              | z                    | z                                  |
| ny/-nh                          | ny/-nh                          | <нет>                | <нет>                              |
| nzh                             | nzh                             | zh                   | ʒ                                  |
| o (безударный)                  | <нет>/w/o (безударный)          | <нет>/w/o/e          | <нет>/w/o~[ʊ]/ə                    |
| o (ударный)                     | o (ударный)                     | o                    | o~[ʊ]                              |
| oo                              | oo                              | o                    | o                                  |
| p                               | p                               | p                    | p                                  |
| s                               | s                               | s                    | s                                  |
| sh                              | sh                              | sh                   | ʃ                                  |
| shk                             | shk                             | shk                  | ʃk                                 |
| shp                             | shp                             | shp                  | ʃp                                 |
| sht                             | sht                             | sht                  | ʃt                                 |
| sk                              | sk                              | sk                   | sk                                 |
| t                               | t                               | t                    | t                                  |
| w                               | w/<нет>                         | w/<нет>              | w/<нет>                            |
| wa (безударный)                 | wa (безударный)/o               | w/o                  | w/o~[ʊ]                            |
| waa (безударный)                | waa (безударный)/oo             | wa/o                 | wa/o~[ʊ]                           |
| wi (безударный)                 | wi (безударный)/o               | w/o                  | w/o~[ʊ]                            |
| y                               | y                               | y (начальный глайд)  | j                                  |
| <нет>                           | <нет>                           | y (медиальный глайд) | j                                  |
| z                               | z                               | z                    | z                                  |
| zh                              | zh                              | zh                   | ʒ                                  |